# Ettringer Lay

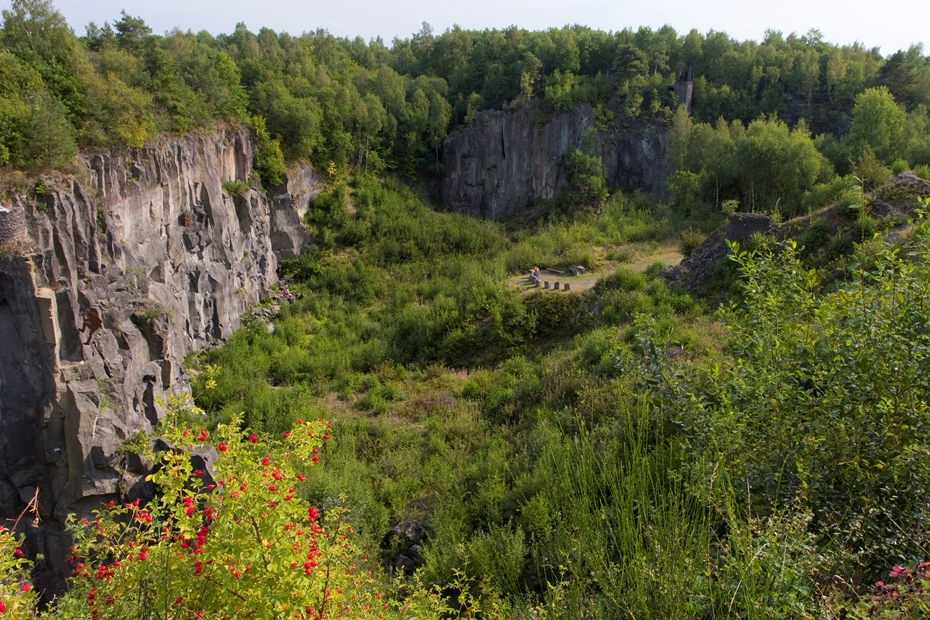
Ettringer Lay

Die Ettringer Lay ist ein Steinbruchrevier der neuzeitlichen Steinindustrie, gelegen bei Ettringen im rheinland-pfälzischen Landkreis Mayen-Koblenz. Sie gehört zum Vulkanpark und ist Teil des nationalen Geoparks Laacher See. Ley ist ein altes Wort für Fels oder Klippe. 

## Entstehungsgeschichte
Im Verlauf der Eruption des Bellerberg-Vulkans (427,5 m) floss der Ettringer Lavastrom wohl am unteren Kraterrand aus. Dieser Lavastrom war der kürzeste und mächtigste von insgesamt drei Strömen des Vulkans. Die Lava verfüllte innerhalb von kurzer Zeit, innerhalb von Tagen oder wenigen Wochen, ein leicht zum Vulkan hin geneigtes Tal. Es ist davon auszugehen, dass die Lava im Südwesten von dem alten, längst erkalteten Hochsimmer-Lavastrom und im Süden von dem kurz zuvor ausgeflossenen Mayener Lavastrom begrenzt und somit aufgestaut wurde. Die Lava erkaltete von außen nach innen zu mächtigen Basalt-Vorkommen.
Der Bellerberg-Vulkan eruptierte im Mittelpleistozän vor etwa 200.000 Jahren vorwiegend mafische, kieselsäurearme basaltische Laven. Dem Bellerberg-Vulkanismus aus dieser Zeit werden drei Lavaströme zugeordnet, die zum Teil kilometerweit zu verfolgen sind und sich nur geringfügig mineralogisch voneinander unterscheiden: Mayener Feld, Ettringer Feld und Kottenheimer Winfeld.

## Nutzung

### Gesteinsabbau

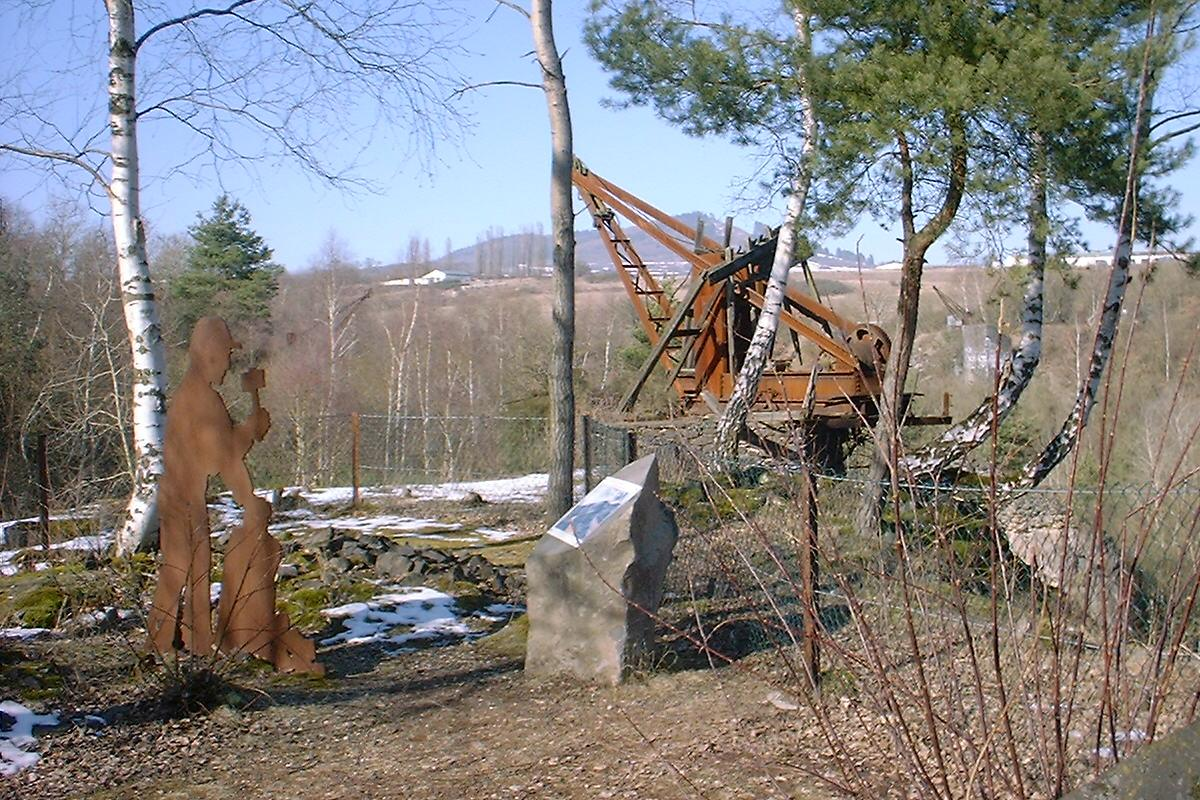
Grubenkräne an der Ettringer Lay

Die Ettringer Lay ist das jüngste Abbaugebiet von den drei Lavaströmen des Bellerberg-Vulkans. Die ersten Steinbrüche wurden um 1850 zur Gewinnung von Mühlsteinen angelegt. Die Steinbrecher („Layer“) gelangten über lange Leitern zu den Arbeitsplätzen an den Basaltwänden. Ohne Gerüst und Absicherung lösten sie zunächst noch mit reiner Muskelkraft einzelne Basaltsäulen aus der Wand.
Die Elektrifizierung zu Beginn des 20. Jahrhunderts führte zu einer intensiven Ausbeute. Presslufthämmer erleichterten das Ablösen von Basaltblöcken, Grubenkräne zogen die gelösten Steine vom Bruchboden zur Weiterverarbeitung herauf. Lag der Produktionsschwerpunkt zuvor bei Mühlsteinen, wurden nun hauptsächlich Werksteine für Bauten und Straßen produziert.
Die Ettringer Lay war in eine Vielzahl von Parzellen unterteilt die von vielen kleinen Unternehmen teilweise bis in die 1970er Jahre bewirtschaftet wurden. Durch den Gesteinsabbau sind Steinbrüche auf einer Fläche von etwa 20 Hektar angelegt und ausgedehnte Abbauwände entstanden. Die „große Wand“ mit 100 Metern Länge und 20 Metern Höhe ist ein beeindruckendes Zeugnis der Steinbrecher.

### Kletterareal

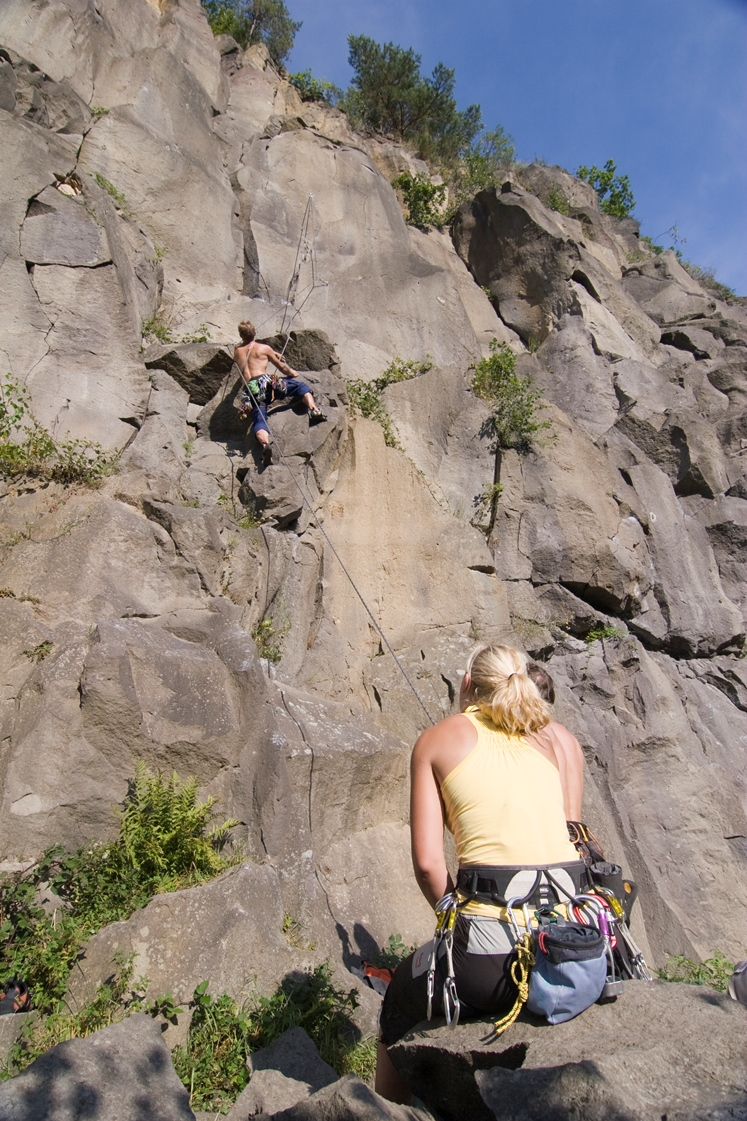
Kletterer in der Ettringer Lay

Die ehemaligen Abbauwände dienen heute als Kletterareal des Deutschen Alpenvereins. 798 ausgewiesene Kletterrouten der Schwierigkeitsskala IV bis XI, vor allem für die Riss- und Verschneidungskletterei, bietet die Ettringer Lay. Weitere Kletterareale befinden sich im Kottenheimer Winfeld und im Mayener Grubenfeld. 

### Tourismus
Die stillgelegten und von der Natur zurückeroberten Steinbrüche der Ettringer Lay bilden heute eine Vulkanpark-Station. Stählerne Figuren entlang eines Rundweges zeigen alle Tätigkeiten in einem Steinbruchbetrieb. Weiterführende Informationen zum Ausbruch des Bellerberg-Vulkans und der neuzeitlichen Abbautätigkeit sind auf Tafeln ausgestellt. Die Ettringer Lay kann auch als Abstecher auf dem Rundwanderweg „Vulkanpfad“, einem Traumpfad von knapp 7 km Länge, eingebunden werden.